# Mecklenburgische & Pommersche Kirchenzeitung
Die Mecklenburgische & Pommersche Kirchenzeitung (MPKZ) ist ein evangelisches Wochenblatt für Mecklenburg-Vorpommern.

## Einzelheiten
Die Zeitung wurde seit 2002 vom Evangelischen Presseverband für Mecklenburg-Vorpommern e. V. in Schwerin herausgegeben, seit 2016 vom Evangelischen Presseverband Norddeutschland GmbH in Kiel. Sie ging aus der Zusammenlegung der Pommerschen Kirchenzeitung mit der seit 1946 erschienenen Mecklenburgischen Kirchenzeitung der Evangelisch-Lutherischen Landeskirche Mecklenburgs Ende März 2002 hervor.
Die Kirchenzeitung erscheint seit Dezember 2017 in einem Umfang von 20 (bis dahin zwölf) durchgehend vierfarbigen Seiten. Seitdem die Landeskirchen Mecklenburg und Pommern mit der Nordelbischen Kirche Pfingsten 2012 zur Evangelisch-lutherischen Kirche in Norddeutschland (Nordkirche) fusioniert sind, ging die MPKZ eine Kooperation mit der Evangelischen Zeitung für Norddeutschland und der Evangelischen Zeitung für Niedersachsen ein. 2016 übergab der Evangelische Presseverband für Mecklenburg-Vorpommern e.V. die Herausgabe und Herstellung der MPKZ an den Evangelischen Presseverband GmbH und wurde damit einer der Gesellschafter der GmbH, zu denen neben der Nordkirche auch alle ihre Kirchenkreise gehören.
Damit verbunden war auch 2016 die Einführung eines neuen publizistischen Konzepts im Bereich der Nordkirche, das nach dem Vorbild der MPKZ den Fokus verstärkt auf die Lebenswelten der Leserschaft legt und damit auch die Unterschiede kirchlichen und gesellschaftlichen Lebens in der Metropole Hamburg sowie den Bundesländern Schleswig-Holstein und Mecklenburg-Vorpommern berücksichtigt: So beschlossen Herausgeber und Verlag der Evangelischen Zeitung für Norddeutschland, ab sofort statt der einen Ausgabe für das ehemalige Nordelbien eine Ausgabe für Hamburg und eine Ausgabe für Schleswig-Holstein zu produzieren.
Von 2016 bis zur Abwicklung wegen Insolvenz des Lutherischen Verlagshauses in Hannover als Herausgeber und Verlag der Evangelischen Zeitung für Niedersachsen im Juni 2017 wurde ein gemeinsames erstes Buch (mit jeweils regionalen Titel- und Meinungsseiten) in Zusammenarbeit der drei Chefredaktionen in Schwerin, Hamburg und Hannover erstellt, das jeweilige regional geprägte zweite Buch der fünf Ausgaben für Mecklenburg-Vorpommern, Hamburg, Schleswig-Holstein, Hannover und Oldenburg in jeweiliger redaktioneller Eigenverantwortung.
Nach dem Einstellen der Evangelischen Zeitung für Niedersachsen durch den Insolvenzverwalter des Lutherischen Verlagshauses in Hannover übernahm im Juli 2017 der Evangelische Presseverband Norddeutschland GmbH die Aufgabe, eine evangelische Wochenzeitung auch für dieses Bundesland und damit für die Bereiche der Landeskirchen Hannovers, Braunschweig, Oldenburg und Schaumburg-Lippe herauszugeben. Mit der Chefredaktion wurde der Chefredakteur der MPKZ, Tilman Baier, betraut, der im Oktober 2017 auch die Chefredaktion für die Ausgaben Hamburg und Schleswig-Holstein übernahm.
Damit ist die MPKZ heute eine evangelische Wochenzeitung, die in einer gemeinsamen Chefredaktion mit den Ausgaben der Evangelischen Zeitung für Niedersachsen, Hamburg und Schleswig-Holstein verantwortet wird und sich als eine Kirchenzeitung innerhalb der Nordkirche versteht, die aber durch ihre Redaktionsstandorte in Schwerin und Greifswald weiterhin den Schwerpunkt auf Kirche und Gesellschaft in Mecklenburg-Vorpommern legt.

## Auflage
Im dritten Quartal des Jahres 2017 hatte die Wochenzeitung eine Gesamtauflage von 5.685 Exemplaren, bei einer verkauften Auflage von 4.687 Exemplaren, davon 4.556 an Abonnenten.

## Vorläufer

### Mecklenburgische Kirchenzeitung
Die Mecklenburgische Kirchenzeitung war ein evangelisch-lutherisches Sonntagsblatt und wurde von 1946 bis 2002 in 57 Jahrgängen vom Oberkirchenrat der Evangelisch-Lutherischen Landeskirche Mecklenburgs in Verbindung mit der Mecklenburgischen Inneren Mission in Schwerin herausgegeben.
Die erste Ausgabe der Wochenzeitung erschien am 21. April 1946 mit einer Lizenz der Sowjetischen Militäradministration in Deutschland (SMAD) in einer Auflage von 10000 Exemplaren. Später unterlag das Blatt als eine von fünf Kirchenzeitungen der DDR einer Lizenzpflicht durch das Presseamt beim Ministerrat der DDR. Die wöchentliche Auflage lag später bei 15000 Exemplaren. 1993 ging die Herausgeberschaft vom Oberkirchenrat der Evangelisch-lutherischen Landeskirche Mecklenburgs an den neu gegründeten Evangelische Presseverband für Mecklenburg e.V. über, um dem Anspruch einer von kirchlichen Leitungsgremien unabhängigen Kirchenpublizistik zu entsprechen.
Zum Januar 1998 erweiterte sich der Evangelische Presseverband für Mecklenburg zum Evangelischen Presseverband für Mecklenburg-Vorpommern e.V., um auch eine Kirchenzeitung für die Pommersche Evangelische Kirche herauszugeben. Als Sitz der Hauptredaktion wurde Schwerin festgelegt und der Chefredakteur der Mecklenburgischen Kirchenzeitung, Tilman Baier, auch mit der Chefredaktion der Pommerschen Kirchenzeitung betraut. Gleichzeitig wurde jedoch eine weitgehende Eigenständigkeit der Redaktion in Greifswald bei der regionalen Berichterstattung aus der pommerschen Kirche zugesichert. Nach Weggang des verantwortlichen Greifswalder Redakteurs Thomas Jeutner beschlossen, die beiden Ausgaben für Mecklenburg und Pommern zusammenzuführen. Die letzte Ausgabe der Mecklenburgischen Kirchenzeitung vor der Zusammenlegung mit der Pommerschen Kirchenzeitung datiert vom 24. März 2002.
Die Reihe der Schriftleiter und Chefredakteure der Mecklenburgischen Kirchenzeitung reicht von Theodor Werner über Ernst Breul (bis Ende 1952), Werner Schnoor (1953 kommissarisch für wenige Monate), Paul-Christian Paegelow (1953 bis 1958), Werner Schnoor (zunächst nebenamtlich, seit 1963 hauptamtlich), Gerhard Thomas (seit 1977), Hermann Beste (1986 bis 1989) und Jürgen Kapiske (1991/1992) bis zu Tilman Baier (seit 1993). Nach der vom Schweriner Stasiunterlagen-Landesbeauftragten herausgegebenen Studie zur DDR-Kirchenpolitik gegenüber der Evangelisch-Lutherischen Landeskirche Mecklenburgs haben drei der Chefredakteure konspirativ mit dem Ministerium für Staatssicherheit zusammengearbeitet: Schnoor als IM „Schütz“, Thomas als IM „Schulz“ und Kapiske als IM „Walter“.

### Pommersche Kirchenzeitung
Die Pommersche Kirchenzeitung war ein evangelisches Wochenblatt für Mecklenburg-Vorpommern und wurde von 1998 bis 2002 vom Evangelischen Presseverband für Mecklenburg-Vorpommern e. V. in Schwerin herausgegeben.
Die Wochenzeitung ist in fünf Jahrgängen vom 4. Januar 1998 (Nummer 1) bis zum 24. März 2002 (Nummer 12) erschienen. Ihr Vorläufer war das vom Verein für evangelische Publizistik e. V. in Berlin herausgegebene Sonntagsblatt für Vorpommern „Die Kirche“ (ZDB-ID: 1335795-5). Von der „Kirche“ liegen drei Jahrgänge vor (Nummer 1 vom 1. Januar 1995 bis Nummer 51/52 vom 21./28. Dezember 1997. Beide Blätter waren für die evangelischen Christen der Pommerschen Evangelischen Kirche bestimmt.